# حسين أباد قلعة سرخ
حسين‌ أباد قلعة سرخ (بالفارسية: حسین‌آباد قلعه‌سرخ) هي قرية تقع في قسم فريمان الريفي في إيران. يقدر عدد سكانها بـ 171 نسمة .